# Стунино
Стунино — деревня в Бабаевском районе Вологодской области.
Входит в состав Вепсского национального сельского поселения (с 1 января 2006 года по 13 апреля 2009 года входила в Комоневское сельское поселение), с точки зрения административно-территориального деления — в Комоневский сельсовет.
Расстояние до районного центра Бабаево по автодороге — 111 км, до центра муниципального образования деревни Тимошино — 22 км. Ближайшие населённые пункты — Конец, Ракуново, Якутино.
По переписи 2002 года население — 30 человек (16 мужчин, 14 женщин). Всё население — русские.

## Уроженцы
- Николай Игнатьевич Быстров — подполковник Советской Армии, участник Великой Отечественной войны, Герой Советского Союза (1945)[5].
- Сергей Михайлович Быстров — танкист, Герой Советского Союза (1936)[6].